# Partito Comunista Italiano
Der Partito Comunista Italiano (PCI) (deutsch Italienische Kommunistische Partei, kurz IKP) war eine 1921 als Abspaltung von der Sozialistischen Partei Italiens (PSI) entstandene kommunistische Partei in Italien mit einem marxistisch-leninistischen Standpunkt.
1921 als Partito Comunista d’Italia (PCdI) (deutsch Kommunistische Partei Italiens, kurz KPI) gegründet, nahm sie 1943 ihren bis 1991 gültigen Namen an.
Gegen Ende des Zweiten Weltkriegs entwickelte sie sich von einer revolutionären Kaderpartei zu einer Massenbewegung. Als solche war sie maßgeblich am bewaffneten Widerstand gegen den italienischen Faschismus und die deutsche Okkupation Norditaliens (Resistenza) sowie an der Ausarbeitung der republikanischen Staatsverfassung Italiens beteiligt. In der Zeit des Kalten Krieges blieb die Partei von 1947 bis zu ihrer Umbenennung im Jahr 1991 dauerhaft in Opposition, spielte jedoch als durchweg mandatsstärkste Oppositionspartei sowie als Regierungspartei in einigen Regionen und Kommunen eine tragende Rolle in der Politik des pluralistisch-demokratischen Italien. In den 1970er Jahren (Anni di piombo), einer Zeit politischer und gesellschaftlicher Krise, war die KPI einige Jahre erneut indirekt in einer Koalition mit der Democrazia Cristiana (DC) an der italienischen Regierung beteiligt (vgl. Historischer Kompromiss).
Im europäischen Kontext war die KPI mit etwa 1,6 bis 1,8 Millionen Mitgliedern und einem durchschnittlichen Stimmenanteil von rund 27 % die mitglieder- und wählerstärkste kommunistische Partei Westeuropas nach Ende des Zweiten Weltkriegs. In den 1970er-Jahren galt sie noch vor der Kommunistischen Partei Frankreichs und der Kommunistischen Partei Spaniens als wichtigste Vertreterin des Eurokommunismus. Allerdings war die Einflussnahme durch die Sowjetunion bis zuletzt stark und so stürzte deren Zerfall die Partei auch in eine Identitätskrise.
Am 3. Februar 1991 legte die KPI nach ihrem letzten Parteitag in Rimini in der Folge des Niedergangs der realsozialistischen Systeme in Osteuropa offiziell die Ausrichtung am durch die historischen Ereignisse der Zeit als diskreditiert geltenden Kommunismus ab und benannte sich um in Partito Democratico della Sinistra (abgekürzt PDS, deutsch „Demokratische Linkspartei“). Ein Teil des vormaligen linken Flügels der KPI bildete die kleinere Partei Partito della Rifondazione Comunista („Partei der kommunistischen Neugründung“).

## Geschichte

### Gründung und Widerstand gegen den Faschismus (1921–1945)

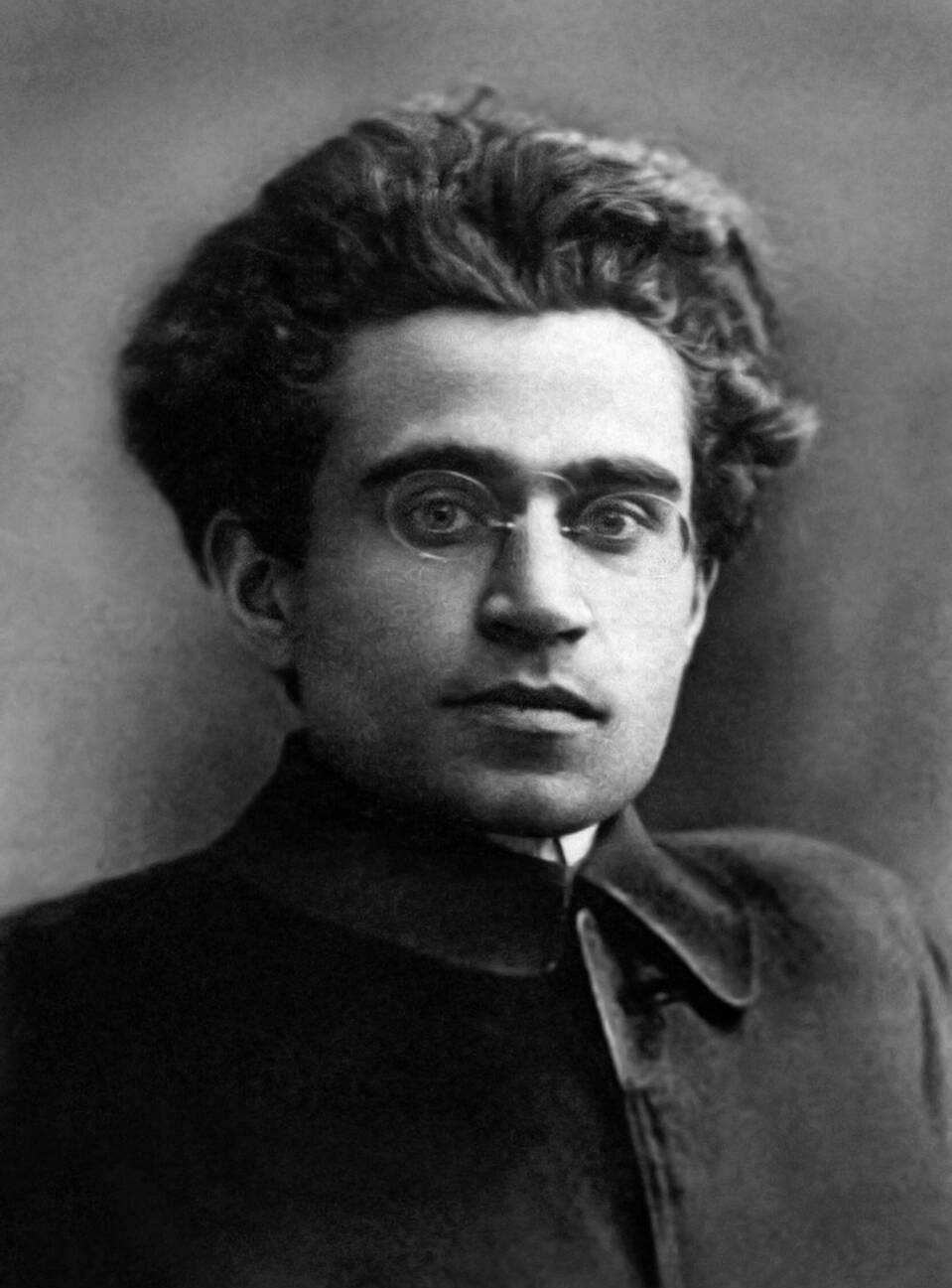
Antonio Gramsci, einflussreichster Theoretiker des PCI. 1926 als Antifaschist in Italien inhaftiert, 1937 an den Folgen der Kerkerhaft verstorben.

Die KPI wurde 1921 als Abspaltung von der Sozialistischen Partei Italiens auf Initiative von Amadeo Bordiga, Antonio Gramsci, Palmiro Togliatti und anderen gegründet. Bordiga, Anführer der kommunistischen Linken, war ihr erster Vorsitzender bis zu seiner Verhaftung durch die Faschisten 1923. Auf Order aus Moskau wurde daraufhin die Führungsspitze der KPI durch Antonio Gramsci und Palmiro Togliatti ersetzt.
Nach der Machtergreifung des Faschismus in Italien unter Benito Mussolini im Jahre 1922 wurde die KPI 1926 verboten. Ihr damaliger Vorsitzender und bekanntester Theoretiker Antonio Gramsci wurde verhaftet und 1928 zu 20 Jahren Gefängnis verurteilt. Nach elf Jahren Haft wurde Gramsci 1937 vorzeitig aufgrund von schweren gesundheitlichen Problemen aus dem Gefängnis, wo er seine theoretischen Arbeiten fortgeführt hatte, entlassen. Er starb jedoch wenige Tage danach. Gramscis Schriften, darunter die „Lettere dal Carcere“ (Gefängnisbriefe) und die „Quaderni dal carcere“ (Gefängnishefte) übten nachhaltigen Einfluss auf die Neue Linke Westeuropas in der zweiten Hälfte des 20. Jahrhunderts aus. Sie nahmen auch schon einige Vorstellungen des späteren Eurokommunismus vorweg.
Ähnlich wie die deutsche KPD hielt die KPI den Faschismus zunächst für eine vorübergehende Erscheinung und folgte bis Mitte der 1930er Jahre der von Moskau bzw. der Kommunistischen Internationale und der KPdSU unter Stalin vorgegebenen Sozialfaschismusthese, nach der der Hauptgegner des Kommunismus im bürgerlichen und sozialdemokratischen Lager stand. Nach der Abkehr von der Sozialfaschismusthese wurde ab 1934/1935 eine antifaschistische Aktionseinheit zwischen Kommunisten, Sozialisten und Sozialdemokraten gebildet, die von KPI-Chef Palmiro Togliatti aus dessen Exil in Moskau geleitet wurde.
Innerhalb dieser Aktionseinheit prägte die illegale KPI aus dem Untergrund den Widerstand gegen die Diktatur Mussolinis und beeinflusste an führender Stelle während des Zweiten Weltkrieges den Partisanenkrieg auch gegen die mit Mussolini verbündeten deutschen Truppen (vgl. Resistenza).
Amadeo Bordiga, der 1926 auf einer Sitzung des 6. erweiterten Exekutivkomitees der Komintern (EKKI) in Moskau Stalin scharf kritisierte, wurde 1930 aus der KPI ausgeschlossen; offiziell, weil er den Repressionen gegen Leo Trotzki in der UdSSR widersprochen hatte. Nach Perioden erzwungener Untätigkeit während des Faschismus (Verbannung und später Hausarrest) beteiligte er sich später in der 1943 als „Internationalistische Kommunistische Partei“ gegründeten Gruppe der kommunistischen Linken, die sich von 1961 an „Internationale Kommunistische Partei“ nannte. Bis zu seinem Tode 1970 blieb er dort aktiv. Sein umfangreiches theoretisches Werk blieb in Deutschland bisher weitgehend unbekannt.

### Mitglied der Übergangsregierung und Konsolidierung als oppositionelle Massenpartei (1945–1964)

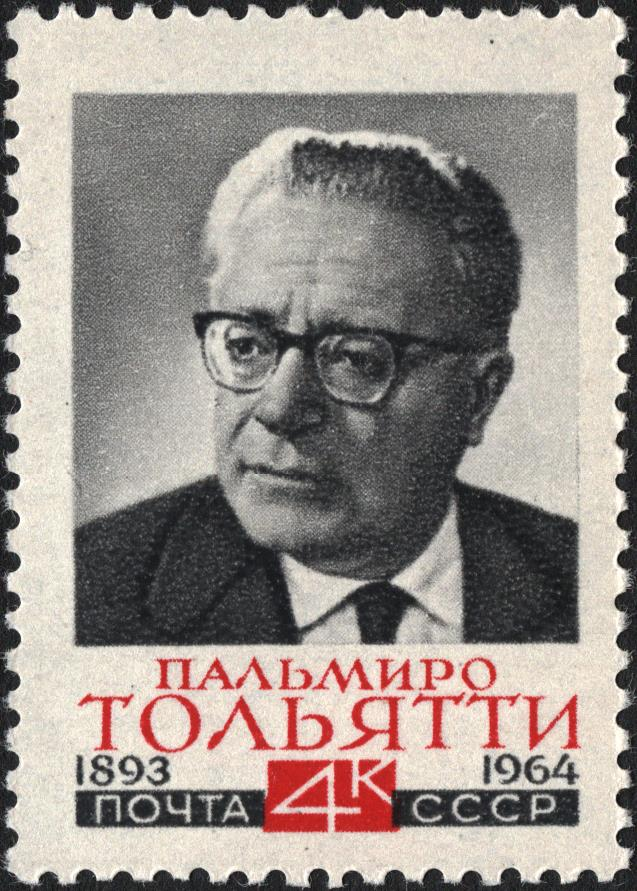
Palmiro Togliatti (auf einer sowjetischen Briefmarke, 1964), höchstrangiger PCI-Funktionär bei der Komintern in Moskau. Nach 1945 maßgeblicher Promotor der Umstrukturierung des PCI von einer Kader- zur Massenpartei.

Nach Ende des Zweiten Weltkriegs wurde die KPI als breit organisierte Massenpartei rasch zu einer einflussreichen politischen Kraft in Italien. Mit 1,8 Millionen Mitgliedern war sie die größte kommunistische Partei Westeuropas. Der starke Mitgliederzustrom gründete wesentlich auf dem führenden Engagement zahlreicher kommunistischer Partisanenverbände im Kampf gegen die nationalsozialistische Besatzung Norditaliens 1943–45. Als bedeutendes Mitglied im Nationalen Befreiungskomitee (Comitato di Liberazione Nazionale) hatte sich die KPI, ehemals eine revolutionäre Antisystempartei, nationales Prestige erworben und war bis 1947 mit eigenen Ministern an der Übergangsregierung beteiligt, die u. a. die republikanische Staatsverfassung Italiens ausarbeitete. Mit Beginn des Kalten Krieges schied die KPI 1947 aufgrund ihrer Bindung an die Sowjetunion dauerhaft aus der Regierung aus (conventio ad excludendum).
Von 1943 bis zu seinem Tod 1964 führte der ehemalige Spitzenfunktionär der Kommunistischen Internationale, Palmiro Togliatti, als Generalsekretär der KPI die Partei zu mehreren Wahlerfolgen. Bei der ersten demokratischen Nachkriegswahl kam die KPI auf 18,9 % der Wählerstimmen. In vielen Städten, insbesondere in einigen größeren Industriemetropolen Italiens, stellte die KPI über viele Jahre hinweg die regierenden Bürgermeister.
Allerdings verzichtete die Partei auch nicht auf Überlegungen zum Weg eines gewaltsamen Umsturzes. Dass dieser geplant war, belegen die seit 1990 zugänglichen Moskauer Akten.
Unter Togliattis Führung begann die Partei, einen eigenen Weg zum Sozialismus zu verfolgen, obwohl dies von „Bruderparteien“ im Ostblock, wie etwa der SED, höchst kritisch gesehen wurde. So kritisierte sie etwa die Niederschlagung des Prager Frühling durch sowjetische Truppen. Dennoch bekam die Partei weiterhin finanzielle Hilfen aus der Sowjetunion; laut einer Studie erhielt die Partei bis fünf Millionen Dollar pro Jahr bis ins Jahr 1980.  Mit Togliattis Modell der Unabhängigkeit (Polyzentrismus) grenzte sie sich von Vorgaben der KPdSU aus der Sowjetunion ab. Die KPI erkannte das pluralistische demokratische System und die Verfassung Italiens an.

### Eurokommunismus und „Historischer Kompromiss“ (1964–1979)
Nach Togliattis Tod wurde 1964 Luigi Longo ins Amt des Generalsekretärs der Partei gewählt, das er bis 1972 innehatte. Longo führte die Linie seines Vorgängers fort. Entsprechend verurteilte die KPI auch die Niederschlagung des Prager Frühlings in der Tschechoslowakei 1968 durch Truppen einiger Staaten des Warschauer Pakts unter sowjetischer Führung.

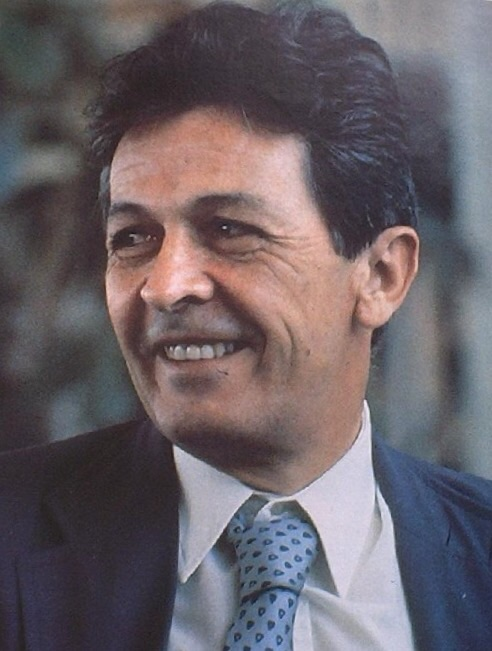
Enrico Berlinguer, 1972–1984 Generalsekretär des PCI, Architekt des „historischen Kompromisses“ und bedeutender Vertreter des Eurokommunismus

Enrico Berlinguer, von 1972 bis 1984 Generalsekretär der KPI, festigte den Kurs der Partei, indem er sich offiziell zum Eurokommunismus bekannte, den er als Dritten Weg zwischen Sozialdemokratie und Sowjetkommunismus beschrieb. Im Zeichen dieses Kurses stand der „historische Kompromiss“ der KPI, der insbesondere bedeutete, dass die KPI der Westintegration Italiens zustimmte. Allerdings blieben wesentliche Merkmale von der Sowjetunion gesteuerter kommunistischer Parteien (strenge Hierarchie ohne Mitbestimmung der Basis, planwirtschaftliche Wirtschaftspolitik, keine Duldung von abweichenden Meinungen in den zahlreichen von dem PCI abhängigen Medien).  Dennoch führte dieser „Kompromiss“ bei den Parlamentswahlen von 1976, bei denen auch unabhängige Kandidaten wie Altiero Spinelli auf der KPI-Liste antraten, zum besten Wahlergebnis in der Parteigeschichte. Mit einem Stimmenanteil von 34,4 % war die KPI darauf indirekt an der folgenden Minderheitsregierung der Democrazia Cristiana beteiligt.
Die Zusammenarbeit zwischen KPI und DC seit dem „historischen Kompromiss“ stieß jedoch auch auf massive Kritik bei Teilen der Neuen Linken und der Parteibasis, Studenten und linken Intellektuellen. Aus dieser Kritik heraus kam es in den 1970er Jahren zu einer Welle von Demonstrationen, die zeitweilig, durch eine Wirtschaftskrise und terroristische Aktivitäten der extremen Linken (Brigate Rosse, Nuclei armati proletari etc.) verstärkt, zu militanten, auf der Straße ausgetragenen Tumulten und Unruhen eskalierten. Den Höhepunkt erreichte das aufgeladene politische Klima 1978 mit der Entführung und Ermordung des christdemokratischen Politikers Aldo Moro durch die linksterroristische Organisation Rote Brigaden. Moro war auf Seiten der DC Hauptinitiator des historischen Kompromisses gewesen und deshalb auch in seiner eigenen Partei und der politischen Rechten umstritten.
Während die KPI nach 1947 keine Regierungsämter auf nationaler Ebene besetzte, kamen aus ihren Reihen wichtige kommunale Verantwortungsträger. So stellte sie von 1945 bis zu ihrer Auflösung 1991 ununterbrochen die Bürgermeister von Bologna, zudem 1976–1985 die Bürgermeister von Rom (u. a. Giulio Carlo Argan), 1975–1983 in Neapel, 1946–1951 sowie 1975–1985 in Turin, 1948–1951 in Genua, 1946–1951 sowie 1975–1983 in Florenz, 1946–1951 in Venedig. Somit waren Ende der Siebziger- und Anfang der Achtzigerjahre fünf der zehn größten Städte Italiens von Kommunisten regiert. Zudem stellten sie nach der Einführung der italienischen Regionen 1970 die Präsidenten von Umbrien (1970–1991), Emilia-Romagna (1970–1990), Toskana (1983–1991), Ligurien (1975–1980) und Latium (1976–77).

### Langsamer Niedergang (1979–1989)
Nach der Ermordung Aldo Moros, deren genaue Umstände und Hintergründe (insbesondere die umstrittene Rolle und die Verantwortlichkeiten der Geheimdienste und der christdemokratischen Führung) bis in die Gegenwart nicht vollständig aufgeklärt werden konnten, ebbte der Terrorismus linker und rechter Provenienz langsam ab; allerdings entfernten sich auch KPI und DC neuerdings voneinander, wobei die KPI in ihre kategorische Oppositionsrolle zurückfiel und sich als Systemalternative zu erneuern versuchte, was ihr nur mehr sehr eingeschränkt gelang.
1979 verurteilte die KPI den Einmarsch der UdSSR in Afghanistan ebenso wie ab 1981 die Unterdrückung der unabhängigen Gewerkschaft Solidarność in Polen. 1983 distanzierte sich die KPI endgültig vom Kommunismus nach sowjetischem Muster und vertrat ab 1986 das Konzept eines sogenannten „neuen Internationalismus“ in der europäischen Linken.
1984 verlor die KPI mit dem plötzlichen Tod ihres damaligen Generalsekretärs Enrico Berlinguer zusätzlich ihre charismatische Führungspersönlichkeit, die Alessandro Natta (bis 1988) und Achille Occhetto als letzter Generalsekretär der KPI qualitativ nicht mehr ersetzen konnten. Die Europawahl 1984, die kurz nach dem Tod Berlinguers stattfand, war die einzige italienweite Wahl in der Geschichte der KPI, bei der sie vor den Christdemokraten auf den ersten Platz kam (33,3 % gegenüber 33,0 %).

### Abkehr vom Kommunismus, Umbenennung und Parteiabspaltungen (1989–1991)

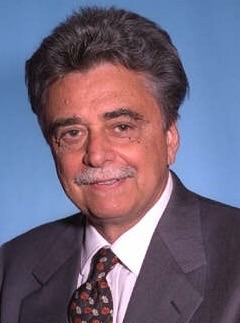
Achille Occhetto, letzter Generalsekretär der KPI (1988–91) und Fürsprecher der Abkehr vom Kommunismus

Bereits seit dem „Historischen Kompromiss“ der 1970er-Jahre und noch verstärkt im Verlauf der 1980er-Jahre hatte sich eine „Sozialdemokratisierung“ der Partei abgezeichnet. Ein Artikel in La Repubblica diskutierte schon 1985, ob sich die KPI nicht umbenennen sollte. Mit Giorgio Napolitano diskutierte im Februar 1989 erstmals ein führendes Parteimitglied die Namensfrage öffentlich, wobei er Partito del Lavoro („Partei der Arbeit“) vorschlug. Die New York Times beschrieb die KPI im Mai 1989 als „in jeder Hinsicht, außer dem Namen, sozialdemokratisch“.
Maßgeblicher Auslöser für die endgültige Abwendung vom Kommunismus war dann der Fall der Berliner Mauer. Drei Tage nach diesem, am 12. November 1989, kündigte der letzte KPI-Generalsekretär Achille Occhetto bei einem Treffen ehemaliger Partisanen in Bolognina (einem Stadtteil von Bologna) einen grundlegenden Wandel und im Zuge dessen auch eine Umbenennung der Partei an.

“(…) è necessario andare avanti con lo stesso coraggio che allora fu dimostrato nella Resistenza. (…) È necessario non continuare su vecchie strade ma inventarne di nuove per unificare le forze di progresso.”

„Es kommt darauf an, mit demselben Mut voranzugehen, der im Widerstand offenbar wurde. Wir dürfen nicht auf ausgetretenen Pfaden verharren, sondern müssen neue Wege suchen, um die progressiven Kräfte zu vereinigen.“

Nach dieser Rede wird der Prozess der Abkehr der KPI vom Kommunismus und Hinwendung zur Sozialdemokratie als svolta della Bolognina („Wende von Bolognina“) bezeichnet. Ein außerordentlicher Parteitag (der XIX.) wurde für den 7. bis 11. März 1990 in Bologna einberufen. Auf diesem stimmten 67 % der Delegierten für den Vorschlag Occhettos, die Partei unter einem neuen Namen und mit einem progressiven, reformistischen Programm neu zu gründen und sich der Sozialistischen Internationale (dem weltweiten Zusammenschluss sozialdemokratischer Parteien) anzuschließen. Für den von Alessandro Natta und Pietro Ingrao eingebrachten Gegenantrag, der sich gegen einen Wechsel des Namens, der Symbole oder der Tradition der KPI wandte, stimmten 30 % der Delegierten. Ein dritter Vorschlag, den Armando Cossutta vertrat, kam auf 3 %.
Auf ihrem XX. und letzten Parteitag in Rimini beschloss die Partei am 3. Februar 1991 mit 807 gegen 75 Stimmen bei 49 Enthaltungen ihre Umbenennung in Partito Democratico della Sinistra (kurz PDS; deutsch: „Demokratische Linkspartei“). Erster Sekretär der PDS wurde der bisherige Generalsekretär der KPI Achille Occhetto. Das Logo der PDS zeigte einen Eichenbaum, im unteren Bereich blieb jedoch in einem kleineren Feld das alte Emblem der KPI mit Hammer und Sichel, um an deren Tradition anzuknüpfen. Das bisherige kommunistische Parteiorgan L’Unità wurde zur offiziellen Zeitung der PDS. Im September 1992 wurde die PDS in die Sozialistische Internationale aufgenommen, dem stimmten auch deren beide bisherigen italienischen Mitgliedsparteien – PSI und PDSI – zu. Zwei Monate später beteiligte sich die PDS an der Gründung der Sozialdemokratischen Partei Europas (SPE). Die Europaparlamentarier der PDS wechselten daraufhin von der Fraktion der Vereinigten Europäischen Linken zur Sozialdemokratischen Fraktion.
Die Gegner der Abkehr vom Kommunismus bildeten dagegen noch am 3. Februar 1991 das Movimento per la Rifondazione Comunista („Bewegung für die kommunistische Neugründung“) aus dem etwas später die Partito della Rifondazione Comunista (PRC) unter Führung Sergio Garavinis und Fausto Bertinottis hervorging. Dieser schlossen sich rund 10 % der Mitglieder der bisherigen KPI an. Durch Abspaltungen von der PRC entstanden im Laufe der 1990er-Jahre weitere, kleinere kommunistische Parteien: Movimento dei Comunisti Unitari (MCU, 1995) und Partito dei Comunisti Italiani (PdCI, 1998).

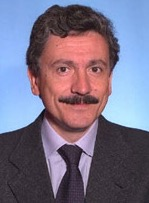
Massimo D’Alema, 1998–2000 erster Ministerpräsident Italiens aus den Reihen des ehemaligen PCI

Die PDS fusionierte 1998 mit mehreren kleineren Parteien – darunter den Comunisti Unitari – und firmierte anschließend unter dem Namen Democratici di Sinistra (DS, „Linksdemokraten“). Anlässlich dieser Umbenennung wurden auch Hammer und Sichel aus dem Parteilogo entfernt und durch eine rote Rose ersetzt. PDS bzw. DS waren ab 1996 Bestandteil des Mitte-links-Bündnisses L’Ulivo, dem auch ehemalige Christdemokraten, Sozialdemokraten und Liberale angehörten und das von 1996 bis 2001 die Regierung stellte. Dieser Regierung stand 1998–2000 Massimo D’Alema als Ministerpräsident vor. Er war der erste Regierungschef in einem westeuropäischen bzw. NATO-Staat, der zuvor einer kommunistischen Partei angehört hatte. Mit Giorgio Napolitano wurde zudem 2006 ein Ex-Kommunist italienischer Staatspräsident. Mit Fausto Bertinotti von der PRC war außerdem von 2006 bis 2008 ein immer noch bekennender Kommunist Präsident der Deputiertenkammer des italienischen Parlaments. Die DS wiederum ging durch eine weitere Fusion 2007 in der Partito Democratico (PD) auf. Erst nach der Wahl 2008 war durch das Ausscheiden von PRC und PdCI keine Partei mehr im Parlament vertreten, die sich kommunistisch nannte.

## Wiederbegründung 2016
Ausgehend vom Partito Comunista d’Italia (PCdI) fand am 27. Mai 2016 in Rom die konstituierende Versammlung zum Wiederaufbau des PCI statt. Die Partei vereinigte sich dabei mit anderen Gruppen zur Partito Comunista Italiano. Bei der Parlamentswahl in Italien 2018 trat sie als Teil des Bündnisses Potere al Popolo (PaP) an.

## Wahlergebnisse

### italienische Abgeordnetenkammerwahlen
| Jahr   | Stimmen    | Prozent | Mandate     |
| ------ | ---------- | ------- | ----------- |
| 1921   | 304.719    | 4,6 %   | 15 Mandate  |
| 1924   | 268.191    | 3,7 %   | 19 Mandate  |
| 1946   | 4.356.686  | 18,93 % | 104 Mandate |
| 1948 1 | 8.136.637  | 30,98 % | 130 Mandate |
| 1953   | 6.121.922  | 22,60 % | 143 Mandate |
| 1958   | 6.704.706  | 22,68 % | 140 Mandate |
| 1963   | 7.767.601  | 25,26 % | 166 Mandate |
| 1968   | 8.551.347  | 26,90 % | 177 Mandate |
| 1972   | 9.072.454  | 27,15 % | 179 Mandate |
| 1976   | 12.616.650 | 34,37 % | 228 Mandate |
| 1979   | 11.139.231 | 30,38 % | 201 Mandate |
| 1983   | 11.032.318 | 29,89 % | 198 Mandate |
| 1987   | 10.254.591 | 26,57 % | 177 Mandate |

### italienische Senatswahlen
| Jahr   | Stimmen    | Prozent | Mandate     |
| ------ | ---------- | ------- | ----------- |
| 1948 1 | 7.015.092  | 31,08 % | 50 Mandate  |
| 1953   | 4.912.093  | 20,21 % | 51 Mandate  |
| 1958   | 5.701.019  | 21,80 % | 60 Mandate  |
| 1963   | 6.461.616  | 23,52 % | 84 Mandate  |
| 1968 2 | 8.577.473  | 30,00 % | 101 Mandate |
| 1972 2 | 8.475.141  | 28,14 % | 94 Mandate  |
| 1976   | 10.637.772 | 33,83 % | 116 Mandate |
| 1979   | 9.859.044  | 31,45 % | 109 Mandate |
| 1983   | 9.577.071  | 30,81 % | 107 Mandate |
| 1987   | 9.181.579  | 28,33 % | 101 Mandate |

### Europawahlen
| Jahr | Stimmen    | Prozent | Mandate    |
| ---- | ---------- | ------- | ---------- |
| 1979 | 10.361.344 | 29,57 % | 24 Mandate |
| 1984 | 11.714.428 | 33,33 % | 27 Mandate |
| 1989 | 9.598.369  | 27,58 % | 22 Mandate |

## Parteiapparat

### Politische Führung der Partei
| Amtszeit  | Bezeichnung                                  | Name                                                                                 |
| --------- | -------------------------------------------- | ------------------------------------------------------------------------------------ |
| 1921–1923 | Vorsitzender                                 | Amadeo Bordiga                                                                       |
| 1923–1924 | kollektive Führung durch das Exekutivkomitee | Angelo Tasca, Palmiro Togliatti, Mauro Scoccimarro, Bruno Fortichiari, Giuseppe Vota |
| 1924–1926 | Vorsitzender                                 | Antonio Gramsci                                                                      |
| 1926–1927 | Generalsekretär                              | Antonio Gramsci                                                                      |
| 1927–1934 | Generalsekretär                              | Palmiro Togliatti                                                                    |
| 1934–1938 | Generalsekretär                              | Ruggero Grieco                                                                       |
| 1938      | Generalsekretär                              | Giuseppe Berti                                                                       |
| 1938–1964 | Generalsekretär                              | Palmiro Togliatti                                                                    |
| 1964–1972 | Generalsekretär                              | Luigi Longo                                                                          |
| 1972–1984 | Generalsekretär                              | Enrico Berlinguer                                                                    |
| 1984–1988 | Generalsekretär                              | Alessandro Natta                                                                     |
| 1988–1991 | Generalsekretär                              | Achille Occhetto                                                                     |

### Parteitage
| Bezeichnung     | Datum                              |
| --------------- | ---------------------------------- |
| I. Parteitag    | 21. Januar 1921                    |
| II. Parteitag   | 20. – 24. März 1922                |
| III. Parteitag  | 20. – 26. Januar 1926              |
| IV. Parteitag   | 14. – 21. April 1931               |
| V. Parteitag    | 29. Dezember 1945 – 6. Januar 1946 |
| VI. Parteitag   | 4. – 10. Januar 1948               |
| VII. Parteitag  | 3. – 8. April 1951                 |
| VIII. Parteitag | 8. – 14. Dezember 1956             |
| IX. Parteitag   | 30. Januar – 4. Februar 1960       |
| X. Parteitag    | 2. – 8. Dezember 1962              |

| Datum            | Bezeichnung                  |
| ---------------- | ---------------------------- |
| XI. Parteitag    | 25. – 31. Januar 1966        |
| XII. Parteitag   | 8. – 15. Februar 1969        |
| XIII. Parteitag  | 13. – 17. März 1972          |
| XIV. Parteitag   | 18. – 23. März 1975          |
| XV. Parteitag    | 30. März – 3. April 1979     |
| XVI. Parteitag   | 2. – 6. März 1983            |
| XVII. Parteitag  | 9. – 13. April 1986          |
| XVIII. Parteitag | 18. – 22. März 1989          |
| XIX. Parteitag   | 7. – 11. März 1990           |
| XX. Parteitag    | 31. Januar – 3. Februar 1991 |

### Parteischulen
Der PCI unterhielt bereits seit Dezember 1944 in Rom eine Parteihochschule, die 1955 nach Frattocchie, einem Stadtteil von Marino (Latium) verlegt wurde.
Die Schule war Teil eines weit verzweigten innerparteilichen Bildungssystems für die Ausbildung der Funktionäre in den zentralen Organen, in der föderalen Führung und auf lokaler Ebene.